# كورسي
كورسي (بالإيطالية: Cursi)‏ هي بلدة وبلدية في مقاطعة ليتشي في إقليم بوليا في جنوب إيطاليا.

## السكان
في سنة 1861 بلغ عدد السكان 1٬088 نسمة، وتطور العدد ليصل في سنة 2011 لـ 4٬251 نسمة.
يظهر هذا المخطط البياني تطور النمو السكاني لـ كورسي